# Turismo de guerra

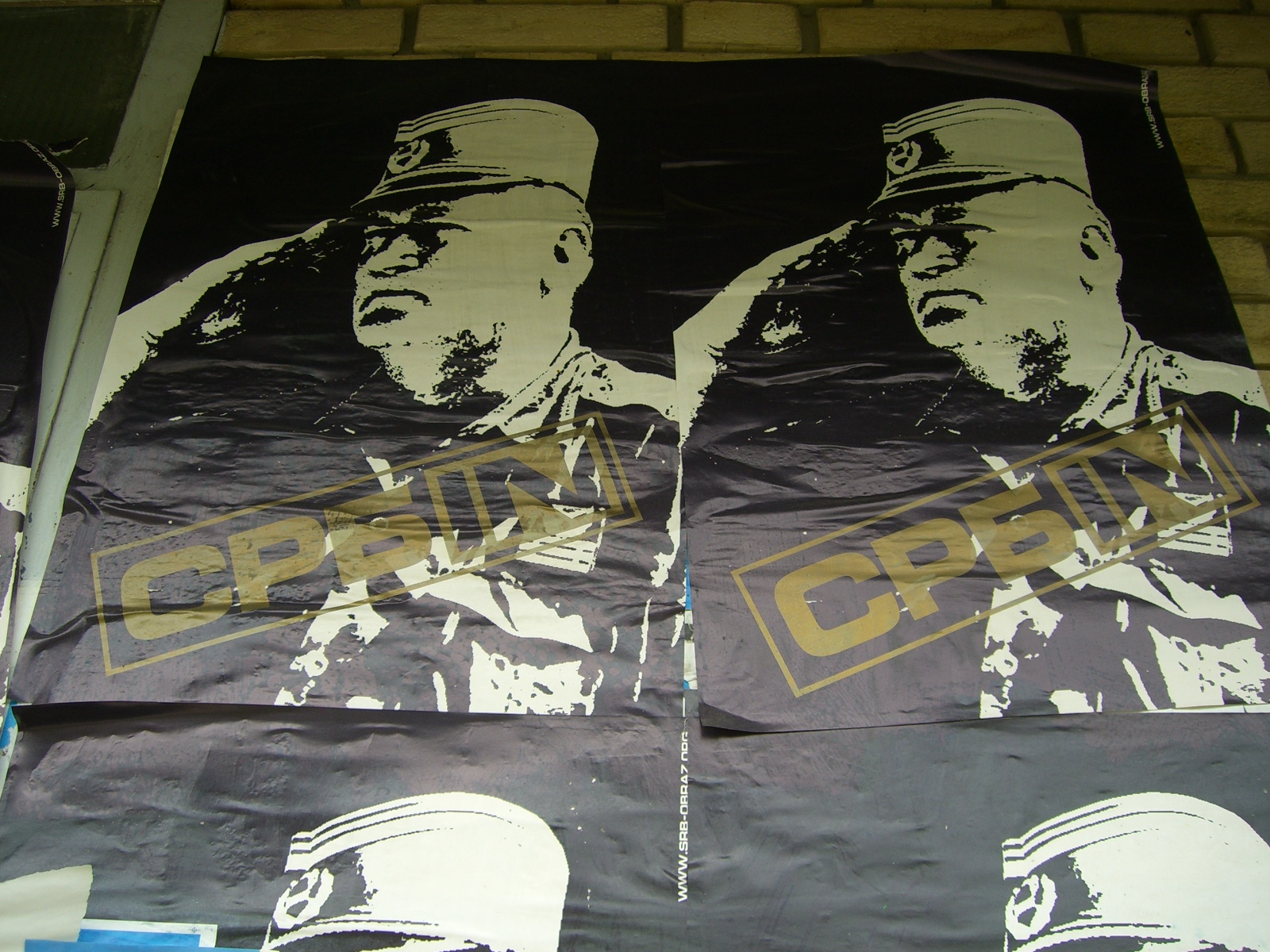
Póster propagandístico de Ratko Mladić de la guerra de Bosnia.

El turismo de guerra es un tipo de turismo consistente en visitar zonas de guerra activas, áreas con un conflicto armado en curso o ciudades con vestigios recientes de batallas, con la finalidad de vivir situaciones extremas y buscar emociones en lugares peligrosos y prohibidos. El término tiende a comportar un significado peyorativo, empleado a menudo para designar un voyeurismo desprovisto de toda ética y empatía hacia las víctimas.
Los sociólogos Foley y Lennon exploraron la idea de que las personas se sienten atraídas por lugares y sitios donde se han producido "actos inhumanos"; afirman que la motivación está impulsada por la cobertura de los medios de comunicación y el deseo de verlo por sí mismos, una relación simbiótica entre la atracción y el visitante. En la actualidad, algunos de los países asociados a este tipo de turismo son Afganistán, Libia, Siria o, más recientemente, Ucrania.

## Historia

### Orígenes

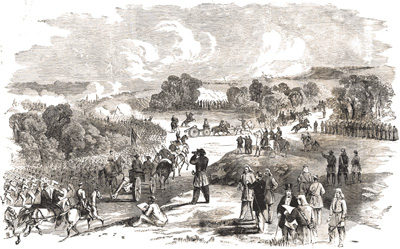
The Soldier in our Civil War, grabado de Frank Leslie (1893).

Los pintores de guerra y los corresponsales de guerra como Willem van de Velde son considerados los primeros turistas de guerra. Van de Velde se hizo a la mar en 1653 en un pequeño bote para observar una batalla naval entre holandeses e ingleses, haciendo muchos bocetos en el lugar. Los primeros ejemplos modernos de turismo de guerra corresponden a la Guerra de Crimea, cuando varios turistas dirigidos por Mark Twain visitaron la ciudad destrozada de Sebastopol. Asimismo, en pleno conflicto bélico, el príncipe Ménshikov invitó a las damas de Sebastopol a ver la batalla del río Almá desde una colina cercana, y la autora Fanny Duberly viajó con su esposo destinado en Crimea en 1854, reflejando las vivencias del campo de batalla en su obra Journal Kept During the Russian War.
La Primera batalla de Bull Run, librada el 21 de julio de 1861 en el condado de Prince William, Virginia, fue la primera gran batalla terrestre de la guerra civil estadounidense. Esperando una fácil victoria de la Unión, la élite adinerada de la cercana ciudad de Washington, incluidos los congresistas y sus familias, habían venido a hacer un pícnic y presenciar la batalla. Cuando el ejército de la Unión fue obligado a retroceder en desorden, los caminos de regreso a la capital fueron bloqueados por civiles aterrorizados que intentaban huir en sus carruajes. Dicho acontecimiento fue plasmado por el pintor Frank Leslie en su grabado The Soldier in Our Civil War. La batalla de Gettysburg también fue vista por varios turistas, incluido el militar británico Arthur Lyon Fremantle.
Thomas Cook comenzó a promover visitas a los campos de batalla de la Segunda Guerra de los Bóeres antes de que terminara el conflicto, y varias agencias de viajes promocionaron la accesibilidad de los pintorescos campos de batalla de Tugela y Ladysmith. Algunos grupos de turistas también siguieron de cerca la guerra franco-prusiana visitando los campos de batalla poco después de que terminara la lucha, a pesar de las críticas por parte de figuras políticas como Alfred Milner y publicaciones como The Observer y Punch.
Uno de los primeros agentes de viajes, Henry Gaze, creó un recorrido que incluía el campo de batalla de Waterloo en 1854. Waterloo también fue el destino de un itinerario de la Asociación de giras politécnicas de 1886, donde escolares y maestros visitaron el sitio con fines educativos. Según la guía de viajes de Thomas Cook de 1913, la creciente popularidad de Waterloo como atracción turística provocó la aparición de numerosos charlatanes que afirmaban haber participado en la batalla; la guía también destacó el floreciente comercio de reliquias y recuerdos relacionados con el enfrentamiento.

### SigloXX
A pesar de las críticas, el turismo de guerra siguió desarrollándose al mismo ritmo que la industria turística en general. A comienzos de la Primera Guerra Mundial, se hizo evidente que una vez finalice la contienda, los campos de batalla atraerían la considerable atención de potenciales turistas. Aunque se han documentado casos de este tipo de turismo durante la Gran Guerra, estos se mantuvieron limitados debido a la oposición de las autoridades francesas. Finalizada la guerra, los primeros turistas que visitaron las zonas afectadas por el conflicto bélico fueron veteranos y familiares de soldados caídos en combate, a modo de peregrinaje. El oficial de inteligencia británico Hugh Pollard describió el Saliente de Ypres como un terreno sagrado, debido a la gran cantidad de tumbas de los aliados fallecidos en la región. El turismo religioso, tanto anglicano como católico, se vinculó cada vez más con el turismo de guerra durante el período de entreguerras. En septiembre de 1934, 100.000 exmilitares católicos de ambos lados del conflicto visitaron la localidad francesa Lourdes para rezar por la paz. Un gran número de turistas anglicanos también realizaron recorridos por los campos de batalla de la campaña palestina. Otros países como Grecia, Turquía e Italia también se convirtieron en populares destinos de turismo de guerra.
Una gran cantidad de guías de campo de batalla fueron producidas por múltiples agencias de viajes, lo que impulsó aún más el auge de los viajes de guerra. Un estudio de 1936 sacó a la luz el hecho de que la mayoría de los turistas de guerra durante el período estaban motivados por la curiosidad o para rendir homenaje a sus familiares fallecidos. Hoy en día, el turismo asociado a la Primera Guerra Mundial atrae a decenas de miles de turistas cada año, quienes visitan a las antiguas zonas de guerra del frente occidental y en los Dardanelos (frente del Oriente próximo), entre otros.
Durante la guerra civil española también se reportaron casos de turismo de guerra. Tras el final de la Segunda Guerra Mundial, los campos de batalla crearon nuevos destinos turísticos de guerra. Saipán, así como otros campos de batalla del Pacífico, se convirtió en un lugar de peregrinaje para los veteranos japoneses que volvieron a enterrar y erigieron monumentos a sus camaradas caídos.

### SigloXXI
En 2008, Rick Sweeney inició una empresa de tours por zonas de guerra, mientras que otra de las compañías que operaban en este mercado fueron iniciadas por el experiodista del New York Times Nicholas Wood. Sweeney es uno de los guías turísticos que llevan a los turistas a países que han experimentado o están envueltos en conflictos en curso; en 2010, un turista en un viaje a Bagdad en plena Guerra de Irak podría haber pagado hasta 40.000 dólares. En 2014 se informó que el turismo de guerra aumentó considerablemente y se reportó la llegada de turistas a Israel para contemplar desde la frontera la Guerra civil siria. El turismo de guerra en Israel se encuentra recogido en el documental de 2011 War Matador, de Avner Faingulernt y Macabit Abramson.
En Irán, los estudiantes miembros de la milicia Basich y demás personas interesadas son llevados rutinariamente a los antiguos campos de batalla de la Guerra Irán-Irak, ya que el régimen gobernante iraní considera que la guerra se trata de una "defensa sagrada" y un pilar ideológico de la República Islámica. Los viajes están organizados por Basich, una rama del Cuerpos de la Guardia Revolucionaria Islámica que busca viajeros en mezquitas, escuelas o universidades. Los viajes, que se denominan oficialmente "Tours para los Viajeros de la Luz" (en persa: اردوهای راهیان نور), son de bajo costo y se realizan en autobús, en malas condiciones de seguridad. Desde 2008, los autobuses que llevan a estos "turistas" han causado la muerte a más de 75 viajeros en unos siete viajes. En 2013, el entonces Ministro de Educación Hajibabayi propuso que se concediera el grado de "mártires" a los muertos en estos viajes.
En 2022, el político canadiense Dominic Cardy estuvo de vacaciones en Ucrania en plena invasión rusa. Visitó sitios que habían sufrido bombardeos y daños por parte del ejército ruso y compartió múltiples imágenes y vídeos en su cuenta personal de Twitter.